# NGC 2852
NGC 2852 je galaksija u zviježđu Risu.

## Vanjske poveznice
- SEDS: NGC 2852